# ویژن ایر اینترنشنال
گروه بین المللی ویژن (به انگلیسی: Vision group International) یک شرکت تجاری است که در ۱۹۹۸ میلادی تأسیس شده‌است. دفتر مرکزی گروه بین المللی ویژن در فرانکفورت، آلمان واقع شده‌است و قطب تجارت بین المللی این شرکت تجاری در امارات قرار دارد.